# Gundam Seed Destiny
Mobile Suit Gundam SEED DESTINY (機動戦士ガンダムSEED DESTINY, Kidō senshi Gandamu Shīdo Desutinī), stylisée Gundam S DESTINY (機動戦士ガンダムS DESTINY) et souvent abrégée Gundam SEED DESTINY en Occident, est une série télévisée d'animation japonaise créée en 2004 par Sunrise et faisant partie de la saga Gundam. Elle comprend 50 épisodes (plus le récapitulatif hors‑série titré EDITED, inséré entre les épisodes 15 et 16 pour sa télédiffusion originelle) de 25 minutes, diffusés au Japon entre le 9 octobre 2004 et le 1er octobre 2005 sur le réseau TBS. À la suite d'une réception critique défavorable d'une partie du public à propos de la fin de la série, jugée insuffisante, l’OAV Mobile Suit Gundam SEED DESTINY FINAL PLUS : Le futur qu'ils ont choisi (機動戦士ガンダムSEED DESTINY FINAL PLUS〜選ばれた未来〜, Kidō senshi Gandamu Seed Desutinī Fainaru Purasu 〜 Erabareta mirai 〜), considérée comme une conclusion plus aboutie, fut diffusée le 25 décembre 2005.
Elle fait suite à la série Mobile Suit Gundam SEED (機動戦士ガンダムSEED, Kidō senshi Gandamu Shīdo), sortie en 2002.
Un rematriçage en haute définition de la série originale, titré Mobile Suit Gundam SEED DESTINY HD Remaster (機動戦士ガンダムSEED DESTINY HDリマスター, Kidō Senshi Gandamu Shīdo Desutinī Eichi Dī Rimasutā), est sorti au Japon le 29 mars 2013 et comporte 49 des 50 épisodes originaux, le récapitulatif hors‑série télévisuel EDITED ainsi que l'épisode récapitulatif 41 originels ayant été supprimés de cette version, qui intègre également l’OAV FINAL PLUS comme épisode final. Bien que certaines scènes aient été modifiées, l'histoire demeure sensiblement la même.

## Synopsis
Cette série issue de l’univers Gundam est la suite dérivée de Mobile Suit Gundam SEED, l'histoire reprenant diégétiquement deux années après cette dernière et intégrant de nouveaux personnages aux anciens.
An 73 de l’Ère Cosmique : deux années se sont écoulées depuis la Seconde Bataille de Yachin Due concluant, au 27 septembre 71 EC, une année et demie de guerre. À la suite du Traité de Junius 7 (Junius Seven) acté le 10 mars 72 EC sur les lieux mêmes de la tragédie de la Saint‑Valentin Sanglante, une paix fragile fut tant bien que mal conservée entre les Coordinateurs des PLANT et les Naturels de l’Alliance Terrienne.
Cette paix est toutefois menacée lorsque, le 2 octobre 73 EC, trois armures mobiles dernière génération de ZAFT sont dérobées sur la nouvelle colonie Armory 1 (Armory One) par les membres en civil d'un vaisseau inconnu, en attente sur le chemin du retour vers la Terre. À la suite de la bataille provoquée sur la base, le tout récent vaisseau de la flotte présent sur les lieux, le LHM‑BB01 Minerva, se lance au pied levé à la poursuite des machines volées avec à son bord l'actuel président du Conseil Suprême des PLANT Gilbert Dullindal, la princesse de l’Union d’Orb Cagalli Yula Athha avec son garde du corps Alex Dino, mais aussi la jeune recrue Shinn Asuka, réfugié d’Orb devenu pilote volontaire pour ZAFT aux commandes d'un prototype d'armure mobile ayant échappé au vol, le ZGMF‑X56S Impulse Gundam.
À l'issue de ladite poursuite et durant l'affrontement cependant, un groupe terroriste de Coordinateurs anti‑Naturels ayant perdu des proches durant la guerre et en accord avec les idées de feu Patrick Zala, œuvrait à dévier les vestiges de Junius 7 de leur orbite et parvient ainsi à engendrer un nouveau drame (connu plus tard sous le nom du « Monde Brisé ») en provoquant leur chute inéluctable sur Terre.
L’organisation anti‑Coordinateurs radicale Blue cosmos, à l'origine des précédents conflits, réussit à profiter de la situation pour relancer la guerre entre l'Alliance Terrienne et ZAFT.

## Personnages

### Principaux

#### Nouveaux protagonistes
Shinn Asuka (シン・アスカ, Shin Asuka)
Personnage brièvement aperçu dans Mobile Suit Gundam SEED HD Remaster.
Jeune Coordinateur originaire de l’Union d’Orb, il est un réfugié des PLANT volontairement engagé comme pilote d'armure mobile pour ZAFT. D'une nature impulsive, il a les émotions à fleur de peau, s'emporte facilement et nourrit depuis la Bataille d'Orb (série précédente) une rancœur sans bornes envers sa patrie ainsi que la famille Athha : la raison étant que la sienne (ses parents ainsi que sa petite sœur Mayu) y a péri sous ses yeux durant leur évacuation d'Onogoro, victime collatérale d'un engagement entre le GAT‑X131 Calamity Gundam de l’Alliance Terrienne et le ZGMF‑X10A Freedom Gundam. Lorsqu'il s'isole et y repense, il utilise le téléphone mobile de sa petite sœur, seule chose qu'il lui reste d'elle, pour se consoler en écoutant sa voix sur la boîte vocale.
Pilote prometteur, il est aux commandes d'un prototype s'assemblant en vol de l'une des armures mobiles nouvelle génération, le ZGMF‑X56S Impulse Gundam, et intègre avec ses amis Rey Za Burrel ainsi que les sœurs Hawke (Lunamaria et Meyrin) l'équipage du LHM‑BB01 Minerva, un vaisseau de guerre flambant neuf de ZAFT. À l'instar de Kira Yamato, Athrun Zala, Lacus Clyne ou encore Cagalli Yula Athha, il est détenteur du « facteur SEED », déclenchant en situation de combat un état second rappelant la fureur sacrée du berserker.
Rey Za Burrel (レイ・ザ・バレル, Rei Za Bureru)
Personnage brièvement aperçu dans Mobile Suit Gundam SEED HD Remaster.
Jeune soldat de ZAFT, il est avec Lunamaria Hawke coéquipier et ami du même âge que Shinn Asuka. Opposé en caractère à ce dernier car taciturne, plus discipliné et réfléchi en toute circonstance, il est souvent la voix de la raison mais se montre tout de même loyal et juste envers son camarade, lui témoignant en privé son soutien moral lors de ses conflits interpersonnels. Il manifeste également une forte dévotion envers leur dirigeant actuel, le président Gilbert Dullindal, et se découvre un lien étrange avec le capitaine Neo Roanoke, commandant du « Phantom Pain » (ou 81e Corps Mobile Indépendant) de l’OMNI Enforcer de l'Alliance Terrienne.
Il pilote un ZGMF‑1001 ZAKU Phantom blanc personnalisé et intègre avec ses camarades proches l'équipage du Minerva.

#### Protagonistes issus deMobile Suit Gundam SEED
Athrun Zala (アスラン・ザラ, Asuran Zara) / Asran Zala (par francisation ; version française) / Alex Dino (アレックス・ディノ, Arekkusu Dino) (fausse identité)
Deutéragoniste de Mobile Suit Gundam SEED.
Le « Chevalier rouge », Coordinateur des PLANT, est l'ami d'enfance de Kira Yamato, l'ancien fiancé de Lacus Clyne ainsi que le fils de feu l'ancien président Patrick Zala. Il est connu comme le pilote du ZGMF‑X09A Justice Gundam qui contribua, avec son meilleur ami et leurs alliés, à mettre fin à la précédente guerre en combattant à la Seconde Bataille de Jachin Due pour l’Alliance des Trois Vaisseaux (série précédente).
Après le conflit et la disgrâce de son père, qui y trouva la mort, il s'est retiré à Orb avec son amante Cagalli Yula Athha, dirigeante de l’Union d’Orb et sœur jumelle de Kira, pour être à ses côtés en qualité de garde du corps officiel sous la fausse identité d’Alex Dino.
À la suite de la reprise de la guerre, il prend les commandes du ZGMF‑X23S Saviour Gundam, l'une des deux armures mobiles nouvelle génération (avec l’Impulse Gundam) qui ont échappé au vol commis par le Phantom Pain.
Kira Yamato (キラ・ヤマト) / Kira Hibiki (キラ・ヒビキ) (nom de naissance)
Protagoniste de Mobile Suit Gundam SEED.
Le « Coordinateur ultime », compatriote de Shinn Asuka, frère jumeau de Cagalli Yula Athha et ami d'enfance d'Athrun Zala, héros de guerre connu comme le pilote du ZGMF‑X10A Freedom Gundam qui contribua, avec son meilleur ami et leurs alliés, à mettre fin à la précédente en combattant à la Seconde Bataille de Jachin Due pour l’Alliance des Trois Vaisseaux.
Profondément marqué par ces conflits, il s'est ensuite retiré dans les Îles Marshall avec sa compagne Lacus Clyne pour vivre en paix avec elle et s'occuper des enfants de l'orphelinat du révérend Marchio.
À la suite de la reprise de la guerre et mis face à l'attaque d'un commando de ZAFT voulant assassiner Lacus, il reprend à cette occasion les commandes du Freedom Gundam.

### Deutéragonistes

#### Nouveaux deutéragonistes
Lunamaria Hawke (ルナマリア・ホーク, Runamaria Hōku)
Personnage brièvement aperçu dans Mobile Suit Gundam SEED HD Remaster.
Jeune soldat de ZAFT, elle est la sœur aînée de Meyrin, ainsi que coéquipière, amie et aînée d'un an de Shinn Asuka et Rey Za Burrel.
D'une nature franche et expressive, bien qu'elle témoigne comme Rey de sa camaraderie ainsi que de sa solidarité, il lui arrive tout de même de sermonner Shinn sur ses excès de comportement et son attitude générale. Elle démontre un intérêt particulier teinté d’admiration pour leur aîné Athrun Zala, héros de guerre connu et respecté parmi les jeunes recrues de ZAFT.
Elle pilote un ZGMF‑1000 ZAKU Warrior rouge personnalisé et intègre avec ses camarades proches l'équipage du Minerva.
Stellar Loussier (ステラ・ルーシェ, Sutera Rūshe)
Deutéragoniste de l'histoire.
Jeune « Évoluée » (Extended), Naturelle aux aptitudes artificiellement élevées au niveau de celles d'un Coordinateur, elle constitue avec ses coéquipiers Sting Oakley et Auel Neider, l'équipe de super‑soldats et pilotes sous les ordres du capitaine Neo Roanoke du Phantom Pain, pour l’OMNI Enforcer (de l'Alliance Terrienne), ainsi que le commando responsable du vol des trois armures mobiles de ZAFT à Armory 1.
Par les expériences et traitements qu'elle continue de subir, elle est à moitié folle, pouvant un instant être absente ou lunaire, innocente et inoffensive ; puis devenir une machine à tuer implacable l'instant d'après. L'évocation de sa propre mort, incorporée dans son conditionnement comme un déclencheur pour la maintenir « sous contrôle » et la forçant à se replier (lorsqu'elle perd pied dans le feu de l'action et n'écoute plus les instructions), lui provoque une peur panique rappelant le trouble de stress post‑traumatique. Elle témoigne d'un fort attachement dévoué à leur commandant et, par les circonstances, se rapproche aussi de Shinn Asuka.
Dès le début de l'histoire, elle pilote l'une des armures mobiles dernière génération volées à Armory 1, le ZGMF‑X88S Gaia Gundam.

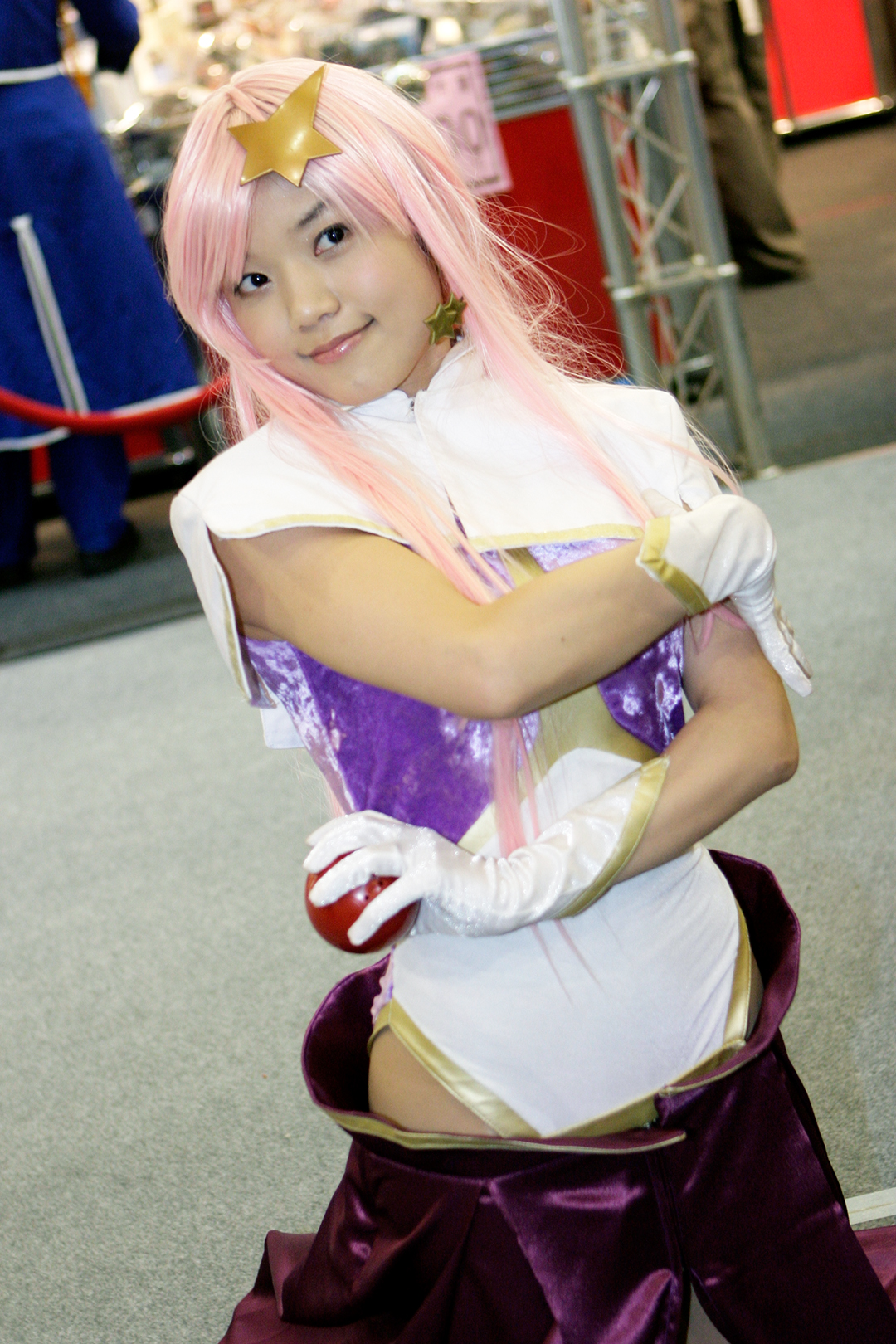
Costumade de Meer Campbell (en tenue de scène) durant la 2006 Comic Game Toy Fair à Taipei (Taiwan).

Meer Campbell (ミーア・キャンベル, Mīa Kyanberu) / Lacus Clyne (ラクス・クライン, Rakusu Kurain) (fausse identité)
Deutéragoniste de l'histoire.
Jeune Coordinatrice possédant une voix rappelant celle de Lacus Clyne, elle est recrutée par le président du Conseil Suprême Gilbert Dullindal, qui la fait ressembler à la véritable Lacus et usurper son identité en son absence loin des PLANT, afin d'utiliser son image et son influence auprès de la population à son avantage, donnant l'illusion d'un soutien politique. Cette fausse Lacus feint, également aux yeux de leurs compatriotes, d'être toujours fiancée à Athrun Zala.
Bien que cette imposture fonctionne et qu'elle pense cerner son modèle, qu'elle admire et dont elle adore les chansons, faisant des efforts pour lui ressembler au plus près possible, elle démontre en réalité à qui connaît assez intimement l'originale n'en être qu'une copie très éloignée par l'image qu'elle donne, que ce soit sa personnalité exubérante et nigaude, ses interprétations ostentatoires ou encore, ses tenues trop explicites et stimulantes.
De son propre aveu, elle est aussi une chanteuse mais, la raison pour laquelle elle assume se contenter d'une telle situation est qu'elle serait, contrairement à Lacus, trop insignifiante en temps normal pour que l'on se soucie d'elle ni même, attirer l'attention de qui que ce soit.
Meyrin Hawke (メイリン・ホーク, Meirin Hōku)
Personnage brièvement aperçu dans Mobile Suit Gundam SEED HD Remaster.
Jeune soldat de ZAFT, elle est la sœur cadette de Lunamaria, ainsi que camarade et amie du même âge que Shinn Asuka et Rey Za Burrel.
D'une nature plus posée et réservée que cette dernière, elle témoigne toutefois par sa présence de son soutien envers sa sœur et ses camarades de terrain. Elle démontre, elle aussi, un intérêt particulier pour leur aîné Athrun Zala.
Elle intègre avec ses camarades proches l'équipage du Minerva, mais n'est pas pilote contrairement à eux, œuvrant aux communications en tant que plus jeune membre de l'équipe de la passerelle.

#### Deutéragonistes issus deMobile Suit Gundam SEED

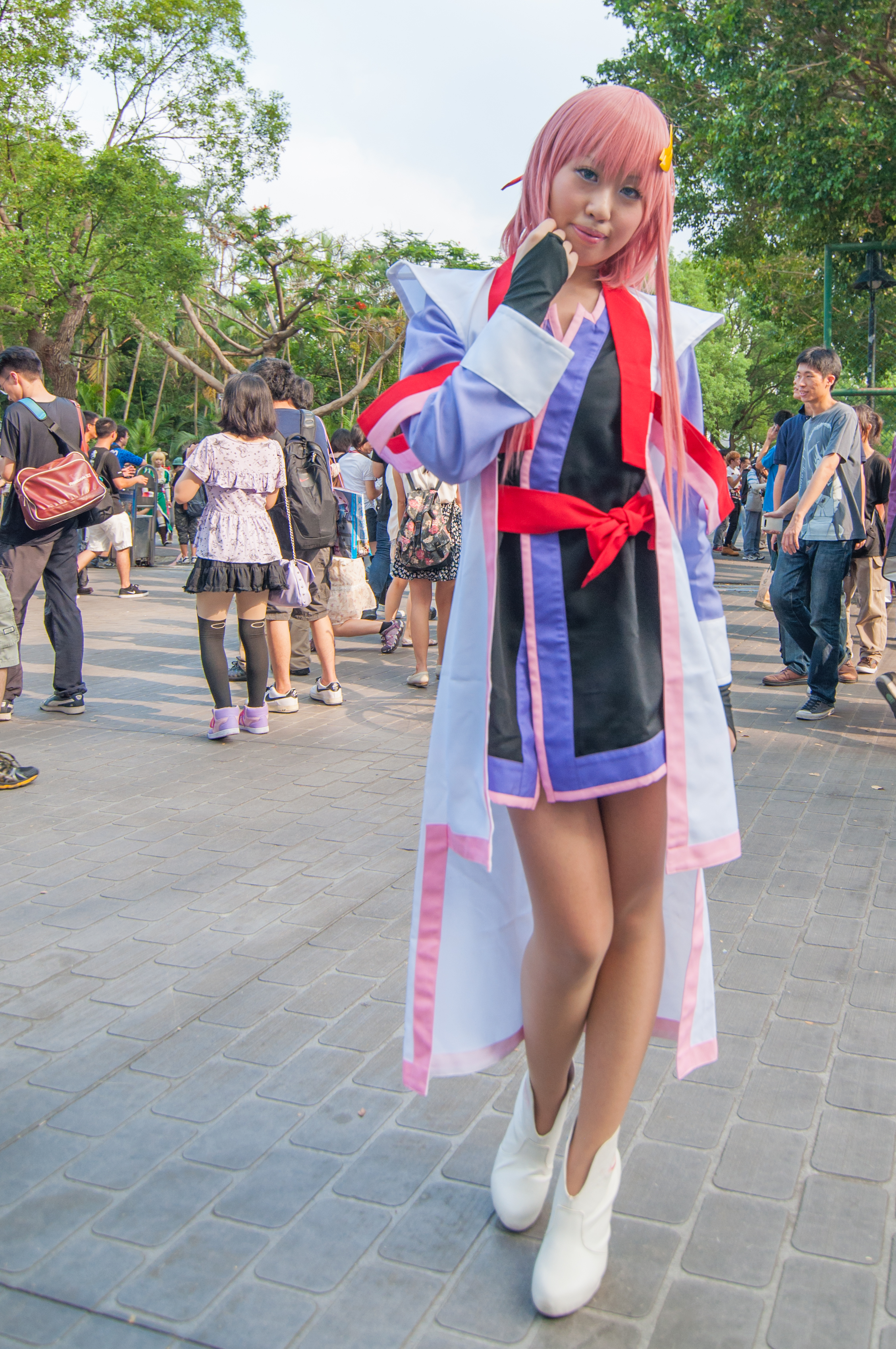
Costumade de Lacus Clyne (en tenue de combat) durant la Fancy Frontier 22 à Taipei (Taiwan).

Lacus Clyne (ラクス・クライン, Rakusu Kurain)
Deutéragoniste de Mobile Suit Gundam SEED.
La « Princesse rose », Coordinatrice et chanteuse étoile des PLANT pacifiste et appréciée, est la fille de feu l'ancien président du Conseil Suprême Siegel Clyne, l'ancienne fiancée d'Athrun Zala ainsi que la compagne de Kira Yamato. Elle est également connue comme la co‑meneuse puis meneuse (après l'assassinat de son père) de la Faction Clyne, à l'origine groupe d'opposition au Conseil Suprême des PLANT (alors sous présidence belliciste de feu Patrick Zala) rangé derrière sa famille, qui contribua avec Kira, Athrun et leurs alliés, à mettre fin à la précédente guerre en combattant à la Seconde Bataille de Jachin Due pour l’Alliance des Trois Vaisseaux, y représentant les dissidents des PLANT aux commandes conjointes (avec Andrew Waldfeld) du FFMH‑Y101 Eternal et de leurs forces militaires.
Après le conflit, accueillie à Orb avec d'autres renégats par son alliée homologue du vaisseau Kusanagi, la dirigeante Cagalli Yula Athha, elle s'y est ensuite retirée dans les Îles Marshall avec Kira Yamato, qui profondément marqué par ses batailles et pertes personnelles, pour vivre en paix avec lui et en prendre soin, ainsi qu'aux enfants de l'orphelinat du révérend Marchio.
À la suite de la reprise de la guerre et sa tentative d'assassinat par un commando de ZAFT, elle fuit temporairement Orb perdant sa neutralité, à bord du troisième vaisseau de leur alliance, le LCAM‑01XA Archangel, avec Kira (qu'elle se résigne à laisser reprendre les commandes du Freedom Gundam) et leurs alliés renégats.
Cagalli Yula Athha (カガリ・ユラ・アスハ, Kagari Yura Asuha) / Cagalli Hibiki (カガリ・ヒビキ, Kagari Hibiki) (nom de naissance)
Deutéragoniste de Mobile Suit Gundam SEED.
La « Princesse d'Orb », Naturelle, est députée en chef de l’Union d’Orb, fille adoptive de feu l'ancien président Uzumi Narah Athha, sœur jumelle de Kira Yamato ainsi que l'amante officieuse d'Athrun Zala. Elle est également connue comme le pilote du MBF‑02 Strike Rouge qui contribua, avec ces deux derniers et leurs alliés, à mettre fin à la précédente guerre en combattant à la Seconde Bataille de Jachin Due pour l’Alliance des Trois Vaisseaux, y représentant Orb aux commandes du Kusanagi et du reste de ses forces militaires.
Après le conflit, reprenant le flambeau de son père (qui y trouva la mort avec ses ministres) elle est retournée dans sa patrie à reconstruire avec ses sujets ; son frère, qui s'y retira dans les Îles Marshall en compagnie de Lacus Clyne ; certains membres des deux autres vaisseaux alliés, renégats à qui elle offrit l'asile ; ainsi qu'Athrun qui, sous la fausse identité d’Alex Dino, demeure depuis à ses côtés en tant que garde du corps officiel : toutefois, dû à son jeune âge puis l'absence temporaire de son amant, qui tarde à revenir des PLANT, elle peine de plus en plus à imposer son autorité auprès de ses ministres et assumer son rôle de dirigeante.
À la suite de la reprise de la guerre ainsi que la fuite de l’Archangel, pour interférer à la Bataille des Dardanelles (dans laquelle ses forces, n'étant plus neutres, sont entraînées contre son gré) elle reprend, comme Kira avant elle avec sa propre armure mobile, les commandes du Strike Rouge (MBF‑02+EW454F Strike Rouge Ootori dans Mobile Suit Gundam SEED DESTINY HD Remaster).

#### Distribution
- Shinn Asuka (VO : Ken’ichi Suzumura ; VF : Tarik Mehani)
- Asran Zala (VO : Akira Ishida (acteur) ; VF : Fabien Briche)
- Kira Yamato (VO : Sōichirō Hoshi ; VF : Thierry Bourdon)
- Talia Gladys (VO : Mami Koyama ; VF : Bérangère Jean)
- Yzak Joule (VO : Tomokazu Seki ; VF : Bruno Magne)
- Neo Lorrnoke (VO : Takehito Koyasu ; VF : Constantin Pappas)
- Rey Za Burrel (VO : Toshihiko Seki ; VF : Emmanuel Gradi)
- Sting Oakley (VO : Junichi Suwabe ; VF : Gérard Malabat)
- Meyrin Hawke (VO : Fumiko Orikasa ; VF : Marie Chevalot)
- Lunamaria Hawke (VO : Māya Sakamoto ; VF : Nathalie Homs)
- Lacus Clyne (VO : Rie Tanaka ; VF : Sabrina Leurquin)
- Cagalli Yula Athha (VO : Naomi Shindō ; VF : Suzanne Sindberg)
- Gilbert Durandal (VO : Shūichi Ikeda ; VF : Thierry Kazazian)
- Dearka Elsman (VO : Akira Sasanuma ; VF : Vincent de Boüard)
- Arthur Trine (VO : Hiroki Takahashi ; VF : Bruno Magne)
- Ian Lee (VO : Tadahisa Saizen ; VF : Eric Peter)
- Todaka (VO : Kazuya Ichijō ; VF : Francis Benoit)
- Auel Neider (VO : Masakazu Morita ; VF : Tarik Mehani)
- Yolant Kent (VO : Tomokazu Sugita ; VF : Thierry Bourdon)
- Lord Djibril (VO : Hideyuki Hori ; VF : Gérard Malabat)
- Stellar Loussier (VO : Hōko Kuwashima ; VF : Marie Chevalot)
- Maryu Ramius (VO : Kotono Mitsuishi ; VF : Nathalie Homs)
- Meer Campbell (VO : Rie Tanaka ; VF : Sabrina Leurquin)
- Vino Dupre (VO : Hisafumi Oda ; VF : Vincent de Bouard)
- Unato Ema Seiran (VO : Dai Matsumoto (acteur) ; VF : Bruno Magne)
- Yuna Roma Seiran (VO : Kenji Nojima ; VF : Francis Benoit)
- Mayu Asuka (VO : Māya Sakamoto ; VF : Marie Chevalot)
- Raw Le Creuset (VO : Toshihiko Seki ; VF : Emmanuel Gradi)

## Production et supports

### Série d'animation

#### Musique
Le compositeur attitré de la série est Toshihiko Sahashi (佐橋俊彦, Sahashi Toshihiko).

##### Génériques
Ouverture
- Ignited de T.M. Revolution (Phase 1‑13)
- Pride de High and Mighty Color (Phase 14‑24)
- Bokutachi No Yukue de Hitomi Takahashi (Phase 25‑37)
- Wings Of Words de Chemistry (Phase 38‑50) en VF.
- Vestige de T.M. Revolution (Phase 38‑50) dans la version remasterisée de 2014 ainsi que dans l'OAV Final Plus.

Fermeture
- Reason de Nami Tamaki (Phase 1‑13)
- Life Goes On de Mika Arisaka (Phase 14‑25)
- I Wanna Go to a Place… de Rie Fu (Phase 26‑37)
- Kimi wa boku ni niteiru de See‑Saw (Phase 38‑50)

Musiques de scène
Toutes les musiques de fond (BGM, BackGround Music) sont composées par Toshihiko Sahashi, à l'exception des titres suivants :
- Fields of Hope de Tanaka Rie
- METEOR de T.M. Revolution
- Shizuka no Yoru - C.E. 73 de Tanaka Rie
- Shinkai no Kodoku de Kuwashima Hôko
- Vestige de T.M. Revolution
- Honoo No Tobira de FictionJunction YUUKA
- Emotion de Tanaka Rie
- Quiet Night CE 73 de Tanaka Rie

Elles sont regroupées dans 4 OST (Original SoundTrack - ie Bande Originale), 4 Suit CD (5 à 8), sauf quelques titres.

### Adaptation filmique
Mobile Suit Gundam SEED DESTINY Special Edition (機動戦士ガンダムSEED DESTINY スペシャルエディション, Kidō Senshi Gandamu Shīdo Desutinī Supesharu Edishon) est une adaptation filmique de la série originale compilée en quatre parties, sorties en 2006 et 2007.
Si certaines scènes ont été remaniées ou ajoutées, il y a peu de changement dans l'histoire.

## Récompenses
- Élu Meilleur Anime au Japon en 2005
- Élu Meilleur Anime au Japon en 2006
- Élu 2e Meilleur Anime au Japon en 2007
- Élu 6e Meilleur Anime au Japon en 2008